# Autobusy miejskie w Gdyni
Autobusy miejskie w Gdyni – część systemu komunikacyjnego obejmującego Gdynię, a także sąsiednie miasta i gminy. Organizatorem przewozów jest Zarząd Komunikacji Miejskiej w Gdyni, a obsługą linii zajmuje się 7 spółek.

## Historia[2]
Powstanie gdyńskiej komunikacji zbiorowej datuje się na 1927 r., kiedy to prywatna firma Szandrach i Czarnowski uruchomiła pierwsze linie autobusowe. Za początek komunikacji miejskiej w Gdyni przyjmuje się jednak wrzesień 1929 r., gdy powstały pierwsze linie komunalne obsługiwane przez powołane wówczas Miejskie Towarzystwo Komunikacyjne, w którym udziały objęło miasto Gdynia.

### Dekada 1929–1939
W 1929 r. władze Gdyni, wspólnie z Towarzystwem Komunikacji Automobilowej w Polsce z siedzibą w Poznaniu, uruchomiły pierwsze komunalne połączenia komunikacyjne, powołując spółkę Miejskie Towarzystwo Komunikacyjne, w której połowę udziałów miało miasto, a druga połowa należała do TKA. W 1934 r. Miasto Gdynia wykupiło od TKA udziały w spółce, stając się jej jedynym właścicielem.
W 1938 r. MTK nabyło działkę w celu wybudowania nowoczesnej zajezdni autobusowej.
Na początku lat 30. obsługiwane były przede wszystkim główne ciągi komunikacyjne. Autobusy MTK zapewniały także dojazd do rozwijającego się portu i Mola Pasażerskiego. W sezonie letnim w kolejnych latach uruchamiano połączenia pozamiejskie do Kartuz, Kościerzyny, Jastrzębiej Góry, Jastarni i Juraty. W połowie 1939 r. funkcjonowało 14 linii, ponumerowanych cyframi, w tym 10 miejskich.
W początkowym okresie działalności MTK eksploatował autobusy marki Brockway-H, pomalowane w kolorach kości słoniowej i czerwieni. W połowie lat 30. w miejsce tych autobusów zaczęto wprowadzać do eksploatacji autobusy marki Saurer, montowane w Warszawie, z charakterystyczną otwartą platformą z tyłu. Do obsługi kolejnych, nowo uruchamianych połączeń zakupiono 25 nowych autobusów marki GMC, zwiększając stan taboru do 33 pojazdów. Po zajęciu Gdyni przez okupanta MTK uległo likwidacji.
Komunikację miejską w Gdyni uruchomiło przedsiębiorstwo Danziger Elektrische Strassenbahn AG z Gdańska, które w późniejszym czasie, w związku z rozszerzeniem zakresu swojej działalności, zmieniło nazwę na Verkehrsbetriebe Danzig-Gotenhafen. Przedsiębiorstwo to na zajezdnię autobusową przystosowało obiekty targów gdyńskich.

### Dekada 1940–1949
W czasie wojny funkcjonowały tylko podstawowe połączenia komunikacyjne. Początkowo eksploatowano sprowadzone z Gdańska autobusy Büssing 900N z przyczepami, pomalowane w kolorze kości słoniowej, które zastąpiono, w związku z brakami paliwa, autobusami napędzanymi gazem świetlnym. Braki paliwa i rosnące potrzeby przewozowe skłoniły kierownictwo VDG do budowy w Gdyni sieci trolejbusowej.
Po zakończeniu wojny, powołano Miejski Zakład Komunikacji w Gdyni. Na trasy zaczęły wyjeżdżać mniej lub bardziej przystosowane do przewozu osób pojazdy, w tym ciężarówki GMC, wyposażone w drabinę dla pasażerów oraz ciągnik Lanz-Bulldog z przyczepą pasażerską.
Do końca dziesięciolecia nadal ściągano wraki autobusów i trolejbusów porzucone w okolicach miasta. W 1949 r. wprowadzono do eksploatacji 13 nowych trzydrzwiowych trolejbusów marki Vetra produkcji francuskiej. Pod koniec 1949 r., powstały Międzykomunalne Zakłady Komunikacyjne Gdańsk–Gdynia, powstałe z połączenia w 1946 r. przedsiębiorstw komunikacyjnych z Gdańska (MZK), Gdyni (MZK) i Sopotu (MKS), 40 autobusów, pomalowanych w kremowo-czerwone barwy, które przyjęto jako obowiązujące do lat 90. Funkcjonowały wtedy wówczas 4 linie autobusowe.

### Dekada 1950–1959
W 1951 r. MZK GG zostało przekształcone w przedsiębiorstwo państwowe pod nazwą Wojewódzkie Przedsiębiorstwo Komunikacyjne Gdańsk–Gdynia. W tym czasie uruchomiono 5 linii autobusowych. W 1950 r. na ulice miasta wyjechało 10 nowych miejskich autobusów marki Mavag TR5 produkcji węgierskiej, lecz z powodu częstego ich unieruchamiania, spowodowanego niedostosowaniem ich konstrukcji do ciężkich warunków eksploatacyjnych i terenowych w Gdyni, przekazano je po krótkim czasie do innych ośrodków. Podstawową rolę w obsłudze komunikacyjnej w tym dziesięcioleciu pełniły 3 piętrowe autobusy Büssing oraz 8 Leylandów z kierownicą po prawej stronie.
W połowie lat 50. nastąpiła dostawa 15 autobusów produkcji krajowej Star 52, słabo przystosowanych do komunikacji miejskiej ze względu na niewielką pojemność oraz drzwi z klamką otwierane na zewnątrz przez pasażerów.
Od 1958 r. z gdyńskiej bazy WPK GG na trasy zaczęły wyjeżdżać autobusy miejskie polskiej produkcji o konstrukcji samonośnej – San H-01. W 1958 r. do gdyńskiej komunikacji miejskiej wprowadzono ponadto 6 nowych węgierskich Ikarusów 601, a w 1959 r. 2 nowe czechosłowackie Skody 706 RTO.
W 1968 r. nastąpiła dostawa 6 bardziej nowoczesnych autobusów marki San H-100 oraz pierwszych dwóch przegubowych autobusów Jelcz AP021, które były przegubową wersją autobusów Jelcz 272 MEX.
W latach 1967–1969 gdyński oddział WPK GG przejął od oddziału gdańskiego większość jego zadań na wspólnie obsługiwanej linii z Gdyni do Gdańska oraz obsługę trzech gdańskich linii. Nocną komunikację trolejbusową zastąpiono autobusową.

### Dekada 1960–1969
W latach 60. kolejne dostawy autobusów umożliwiły zwiększenie częstotliwości na istniejących liniach oraz uruchomienie 6 nowych linii.
W 1960 r. do obsługi linii autobusowych skierowano dwie kolejne nowe Škody 706RTO, oraz cztery wyprodukowane w Polsce Jelcze 043, które były przeznaczone do komunikacji regionalnej, stąd wyróżniały się drzwiami zamykanymi na klamkę, większą liczbą miejsc siedzących, dodatkowymi siedzeniami składanymi oraz kremowo-niebieskim kolorem.
W 1961 r. w gdyńskiej komunikacji zaczęło kursować 6 Sanów H-01 w barwach bordowo-kremowych, przystosowanych, podobnie jak Jelcze 043, do ruchu regionalnego. W latach 1962–1964 na ulice Gdyni wyjechały kolejne miejskie Sany, tym razem H-25, a następnie, w latach 1964–67, H–27.
Na początku lat 60. Ikarusy zostały zastąpione sprowadzonymi z południa Polski w ramach typizacji taboru dwoma Škodami 706 RTO i dwoma Sanami H-01. W 1965 r. Gdynia otrzymała dwa pierwsze typowo miejskie autobusy wyprodukowane na licencji Škody  Jelcze 272MEX. Co roku dostarczano do Gdyni kolejne egzemplarze, co uczyniło ten model podstawowym typem autobusu gdyńskiej komunikacji miejskiej.
Coraz większa liczba autobusów spowodowała zmianę numeracji inwentarzowej pojazdów. W 1965 r. jedno-, dwu- i trzycyfrową numerację taborową autobusów zastąpiono czterocyfrową z cyfrą 2 na początku, pozostawiając trzycyfrową numerację trolejbusów, rozpoczynającą się od cyfry 3.

### Dekada 1970–1979

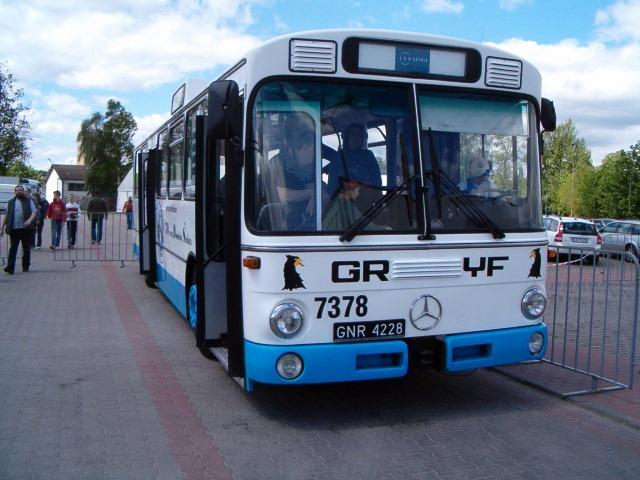
Najstarszy pojazd w sieci ZKM Gdynia – Mercedes O305

1 stycznia 1975 r. w związku z reformą administracyjną kraju WPK GG przekształcono w Wojewódzkie Przedsiębiorstwo Komunikacyjne w Gdańsku. W ramach WPK usługi przewozowe na obszarze Gdyni zaczął świadczyć Zakład Komunikacji Autobusowo-Trolejbusowej w Gdyni.
Komunikacja autobusowa w tej dekadzie przeżywała prawdziwy rozkwit. Budowa nowych osiedli mieszkaniowych poza centrum miasta, rozwój ośrodków podmiejskich i likwidacja tras trolejbusowych były powodami uruchomienia wielu nowych linii autobusowych, w tym linii przekraczających granice miasta i kursujących poza Gdynią w Rumi, Redzie, Sopocie i gminie Kosakowo. Powstało 26 nowych linii autobusowych. Cztery z nich zastąpiły zlikwidowane linie trolejbusowe. Przejęte zostały kolejne trzy linie gdańskie, które z końcem dekady powróciły do gdańskiego zakładu WPK.
Komunikacja trolejbusowa zaczęła przeżywać regres.
W 1972 r. zlikwidowano 3 linie. W latach 1974–1976 zlikwidowano kolejne 4 linie, w tym linię do Sopotu. Pod koniec lat 70. trolejbusy kursowały tylko na trzech liniach, skoncentrowanych na jednej trasie do północno-zachodnich dzielnic miasta.
W taborze autobusowym w latach 70. pojawiła się znaczna liczba nowych pojazdów. Przede wszystkim wprowadzono do eksploatacji nowe Jelcze: 272MEX, AP021 i 043. Wśród Jelczy 043  wyróżniało się 18, dostarczonych w 1975 r. autobusów z przyczepami, z których większość była w barwach kremowo-niebieskich. Poza jelczami do obsługi komunikacyjnej wprowadzono w 1971 r. 6 nowoczesnych miejskich autobusów Škoda SM11, pierwszych z automatyczną skrzynią biegów, a w 1972 r. 3 autobusy regionalne Karosa SL11. Od 1977 r. eksploatowano Autosany H9-35 i Jelcze PR110 wyprodukowane na licencji francuskiej Berlieta. Jelcze były nowoczesnymi trzydrzwiowymi pojazdami, ale, jak się później okazało, zawodnymi technicznie.
W 1972 r. zmieniono numerację taboru z cztero- na pięciocyfrową, pozostawiając autobusom cyfrę 2 jako pierwszą i umieszczając cyfrę 1 na początku numeru inwentarzowego trolejbusów. Drugą cyfrę potraktowano jako wyróżnik rodzaju i typu pojazdu.

### Dekada 1980–1989

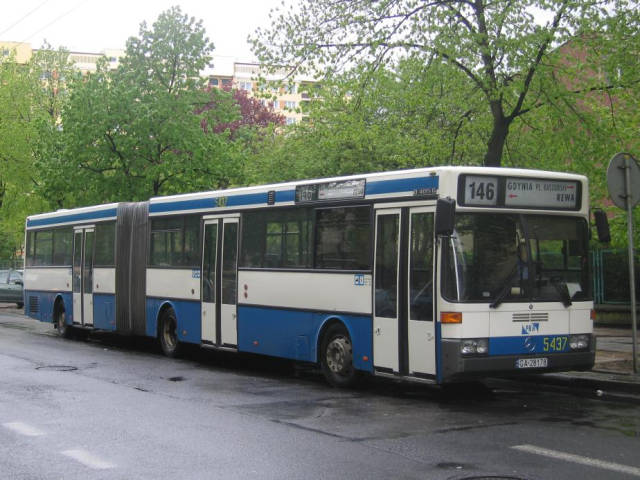
Mercedes-Benz O405G z 1987 r. czeka na odjazd z pętli Plac Kaszubski (zdjęcie z maja 2007 r., autobus wycofany z ruchu)

Lata 80. to czas uzupełniania sieci połączeń o linie z centrum do dzielnic, międzydzielnicowe i dowozowe do przystanków szybkiej kolei miejskiej. Przy trzech stacjach szybkiej kolei miejskiej powstały węzły przesiadkowe.
Wznowiono cztery linie, w tym linię do Sopotu. Oddano do eksploatacji dwie nowo wybudowane trasy, stanowiące przedłużenie istniejących, jedną w północno-zachodniej części miasta, drugą – w południowo-zachodniej. W związku z wprowadzeniem stanu wojennego zawieszono w 1981 r. funkcjonowanie linii z Gdyni do Gdańska. Pojawiła się ona ponownie na ulicach Trójmiasta w 1986 r., lecz już jako linia pośpieszna oznaczona literą i z małą przerwą dotrwała do 1990 r. W 1983 r. uruchomiono linię pospieszną, tym razem z Gdyni do Rumi.
Z początkiem lat 80. w Gdyni wprowadzono do eksploatacji ostatnie dwie partie autobusów Jelcz PR110. W 1981 r. rozpoczęły się sukcesywne dostawy przegubowych Ikarusów 280. W latach 1983 i 1985 nastąpiły natomiast dostawy standardowych Ikarusów 260. Kolejnym typem taboru wprowadzonego do eksploatacji w gdyńskiej komunikacji miejskiej w latach 1986–89 były Jelcze M11 – autobusy o zmodyfikowanym nadwoziu Jelcza PR110, z silnikiem i na podwoziu Ikarusa.
W 1982 r. gdyński zakład WPK uruchomił komunikację miejską w pobliskim Wejherowie, organizując w tym mieście swój oddział, który rozpoczął działalność od eksploatacji dwóch przekazanych mu, używanych autobusów marki Jelcz 272MEX.
W 1989 r., w związku z likwidacją WPK w Gdańsku, obsługą komunikacyjną Gdyni zajęło się nowo powołane przedsiębiorstwo państwowe pod nazwą Miejskie Przedsiębiorstwo Komunikacyjne.

### Dekada 1990–1999

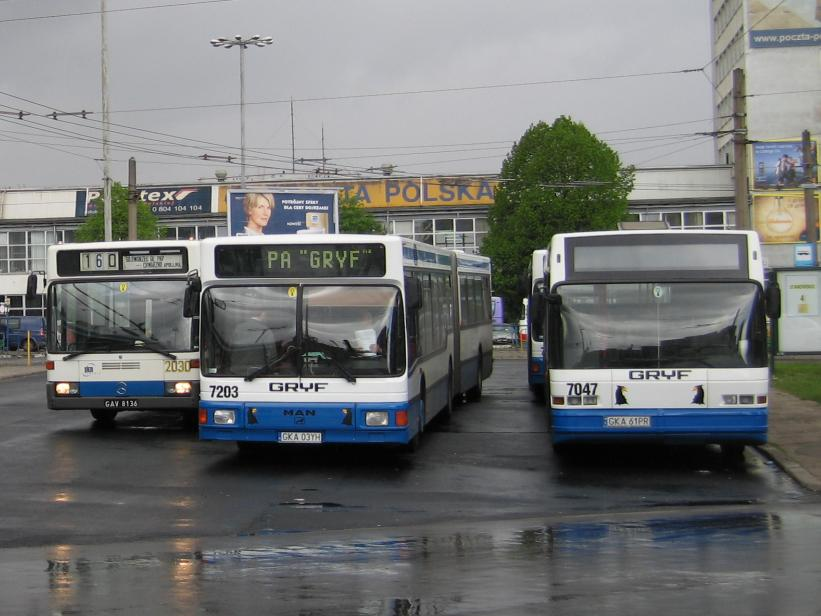
Gdyńskie autobusy: (od lewej) Jelcz M122, MAN NG 272, Neoplan N4014NF (wycofane z ruchu)

Miejskie Przedsiębiorstwo Komunikacyjne w 1990 r. zostało skomunalizowane, a rok później przekształcone w zakład budżetowy pod nazwą Miejski Zakład Komunikacyjny w Gdyni. Przy tej okazji nastąpiło oddzielenie komunikacji wejherowskiej od gdyńskiej przez powołanie Miejskiego Zakładu Komunikacji w Wejherowie o statusie zakładu budżetowego. W 1992 r. gruntownie zreformowano organizację komunikacji miejskiej w Gdyni.
Uchwałą Rady Miasta powołano do życia Zarząd Komunikacji Miejskiej, którego zadaniem była szeroko pojęta organizacja komunikacji miejskiej (projektowanie rozkładów jazdy, przygotowywanie projektów taryf, zatrudnianie przewoźników do wykonywania usług, marketing).
Dotychczasowe MZK, będące już tylko operatorem, zaczęło konkurencję na rynku przewozów z innymi podmiotami, świadczącymi usługi w komunikacji miejskiej, zarówno państwowymi (PPKS w Gdańsku, Gdyni i Wejherowie od 1993 r.), jak i prywatnymi (Przewozy Autobusowe „Gryf ”od 1996 r. i inni, mniejsi).

W celu zwiększenia konkurencji i wzrostu efektywności ekonomicznej w 1994 r. MZK zostało zlikwidowane, a na podstawie jego majątku utworzono dwie spółki komunikacyjne: Przedsiębiorstwo Komunikacji Autobusowej, z bazą w Gdyni–Pogórzu oraz Przedsiębiorstwo Komunikacji Autobusowo-Trolejbusowej, przemianowane w kolejnym roku na Przedsiębiorstwo Komunikacji Miejskiej, z bazą w Gdyni–Redłowie. Z MZK wyodrębniono także Przedsiębiorstwo Naprawy Taboru Komunikacji Miejskiej, zajmujące się m.in. przebudową nowych i używanych nadwozi autobusowych na trolejbusy. Po kilku latach przedsiębiorstwo to sprywatyzowano, lecz w nowej formie własnościowej nie utrzymało się długo na rynku. 

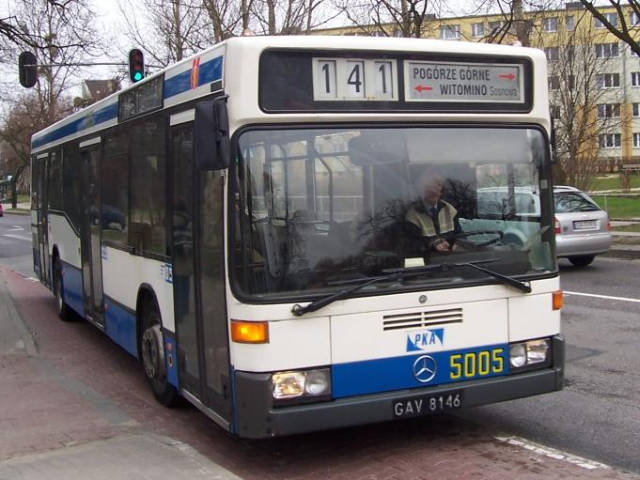
Jelcz-Mercedes O405N2 (wycofany z ruchu)

W 1998 r. z PKM zostało wydzielone Przedsiębiorstwo Komunikacji Trolejbusowej z bazą w Gdyni–Redłowie. Organizacyjno-prawne oddzielenie eksploatacji trolejbusów od autobusów zapewniło tym pierwszym odpowiednie warunki do dynamicznego rozwoju.
Restrukturyzacja gdyńskiej komunikacji miejskiej pociągnęła za sobą z końcem 1995 r. zmianę barw taboru na biało-niebieską oraz powrót do czterocyfrowej numeracji taboru. Pierwsza cyfra numeru stała się wyróżnikiem przewoźnika.
MZK zawiesił kilka drugorzędnych linii autobusowych, uruchamiając 3 nowe. W Rumi MZK zreorganizował układ sieci komunikacyjnej, zmieniając trzycyfrową numerację linii na dwucyfrową, rozpoczynającą się od cyfry 8.
W gdyńskiej komunikacji miejskiej, organizowanej od 1992 r. przez Zarząd Komunikacji Miejskiej uruchomiono 9 nowych linii autobusowych w mieście, 7 wykraczających poza granice miasta oraz 5 funkcjonujących na obszarach innych gmin. Dzięki tym liniom powstał nowy segment linii midibusowych oraz pośpiesznych, oznaczonych literami. Trasy linii midibusowych objęły niedostępne dla standardowych autobusów osiedlowe uliczki. W Gdyni, jako pierwsza w tym segmencie, powstała w 1997 r. linia o taryfie specjalnej, która rok później przemianowana została na linię zwykłą. Rozpoczęto także uruchamianie systemu połączeń hipermarketowych w postaci bezpłatnych linii do największych centrów handlowych. Reforma nie ominęła także linii nocnych, którym zorganizowano punkt przesiadkowy przed głównym dworcem kolejowym w Gdyni. Ważne znaczenie w rozwoju komunikacji autobusowej w omawianym okresie miało przedłużenie tras siedmiu linii.
W 1992 r. nastąpiła ostatnia dostawa czterech przegubowych Ikarusów 280. Jednak prawdziwy przełom w taborze autobusowym nastąpił od grudnia 1995 r. do maja 1996 r., kiedy to dla przewoźników komunalnych Gmina Gdynia zakupiła 60 standardowych autobusów Jelcz M122MB/O405N2, wzorowanych na niemieckich Mercedesach O405N2. Poza tymi pojazdami, dla przewoźników komunalnych miasto zakupiło jeszcze 17 przegubowych autobusów Neoplan N4021td w latach 1998–1999. Przewoźnicy pozakomunalni i prywatni wprowadzili do gdyńskiej komunikacji kilka nowych i kilkadziesiąt używanych autobusów, wśród których znalazły się takie marki jak: Jelcz PR110, Jelcz M11, Jelcz 043, Jelcz M181, DAB 1200C, Volvo B10BLE, Neoplan N4014, Neoplan N4016, MAN NG312.
Druga dekada lat 90. zakończyła etap kupowania taboru autobusowego przez miasto. Komunalni przewoźnicy autobusowi zostali zmuszeni do dokonywania zakupów autobusowych we własnym zakresie.

### Dekada 2000–2009

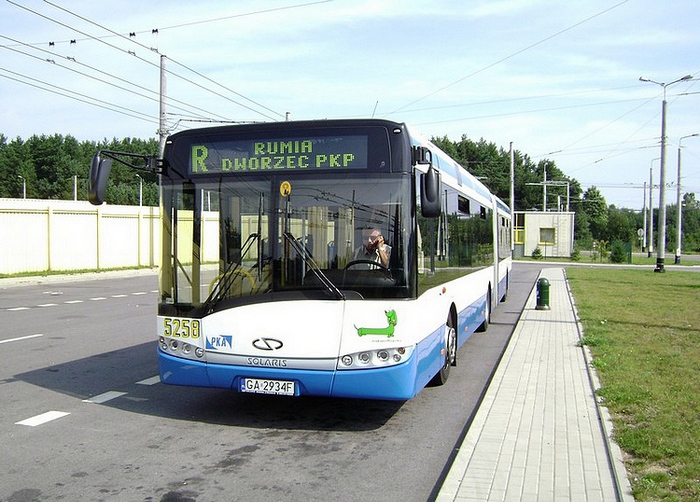
Solaris Urbino 18 w gdyńskich barwach

Na początku omawianego okresu przeniesiono PKM do nowo wybudowanej bazy.
Nastąpiły zmiany w strukturze podaży. Do 20% pracy eksploatacyjnej zwiększył się udział przewoźników prywatnych, dzięki prywatyzacji przedsiębiorstw PKS, ekspansji firmy P.A. „Gryf ”, związanej m.in. z budową nowej bazy w Żukowie i wejściu na rynek gdyńskiej komunikacji firmy Ornowski Travel z Rumi.
Nastąpił dalszy rozwój komunikacji autobusowej obejmujący:
- obsługę komunikacyjną dwóch nowych gmin (Wejherowo oraz Szemud);
- uruchomienie ośmiu nowych linii autobusowych, w tym midibusowych w granicach Gdyni, jednej przekraczającej granice Gdyni oraz jednej poza Gdynią.

Midibusy dotarły do osiedli poprzednio oddalonych od tras komunikacji miejskiej.
W dalszym ciągu gdyńscy przewoźnicy wprowadzali do eksploatacji nowe autobusy renomowanych marek zachodnich: Volvo 7000  i 7700, MAN Lion’s City, Mercedes O530. Na liniach komunikacyjnych pojawiły się także polskie autobusy marki Solaris Urbino.
W 2007 r. PKM wprowadził 5 pierwszych autobusów przegubowych MAN Lion’s City G, zasilanych sprężonym gazem ziemnym (CNG), uzyskując dzięki temu określone korzyści ekonomiczne. W mieście zaczęły kursować dzięki temu, najmniej jak dotąd szkodliwe dla środowiska, autobusy spełniające rygorystyczne normy czystości spalin.
Kolejnych 5 takich autobusów wprowadzono do eksploatacji w 2009 r.

### Od 2010

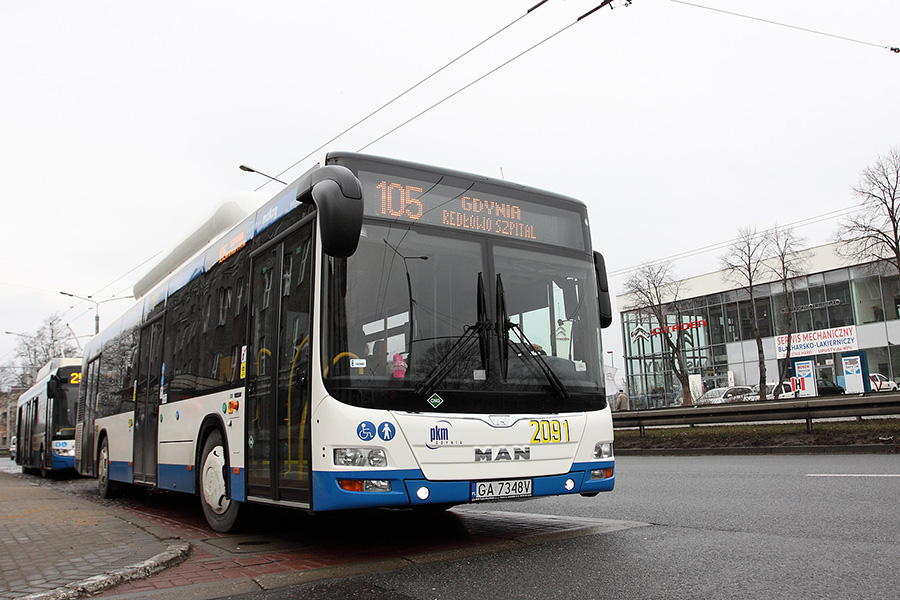
Man Lion's City G CNG

Od 22 grudnia 2012 r. po ulicach Gdyni kursują wyłącznie autobusy niskopodłogowe.
W 2018 r. ogłoszono przetarg na dostawę 55 autobusów niskopodłogowych (32 przegubowych i 23 standardowych) o szacowanej wartości blisko 72 mln złotych netto, przy czym 70 procent kosztów pokryło dofinansowanie z UE. Oferty złożyły firmy Solaris (78 761 943 zł) oraz MAN (76 010 310 zł). Oprócz ceny oferty oceniane były pod względem parametrów technicznych i zużycia paliwa. Zwycięzcą przetargu okazał się MAN, który dostawę pojazdów (MAN Lion's City) zakończył w październiku 2019. PKM otrzymało 30 autobusów (w tym 16 przegubowych), a PKA 25 autobusów (w tym 16 przegubowych).
W grudniu 2019 r. na ul. Chwarznieńskiej kosztem 4,1 mln zł uruchomiono pas o zmiennym kierunku ruchu, umożliwiający autobusom linii 103, 121, 140, 147 i 160 ominięcie korków w kierunku Witomina i centrum na dystansie 1100 m.
W 2020 r. Gdynia otrzymała z UE blisko 70 mln zł na zakup 24 autobusów elektrycznych (w tym 8 przegubowych) dla PKA. Przetarg rozstrzygnięto w lutym 2021 r., wybierając ofertę dostawy autobusów marki Mercedes Benz eCitaro za niemal 80 mln zł. Autobusy skierowano do pracy liniowej od 8 czerwca 2022 r..
Na wyposażeniu pojazdów znalazły się m.in.: elektryczne ogrzewanie, system rekuperacji, asystent martwego pola i system awaryjnego hamowania, automatyczne wykrywanie i tłumienie ognia, aktywny tempomat, klimatyzacja z aktywnymi filtrami neutralizującymi wirusy oraz defibrylator.

## Przewoźnicy
W Gdyni na 1 stycznia 2025 na zlecenie Zarządu Komunikacji Miejskiej w Gdyni działa 7 przewoźników autobusowych:
| Nazwa                                            |
| ------------------------------------------------ |
| Przedsiębiorstwo Komunikacji Miejskiej w Gdyni   |
| Przedsiębiorstwo Komunikacji Autobusowej w Gdyni |
| Pomorska Komunikacja Samochodowa                 |
| Euromatpol                                       |
| Irex-Trans                                       |
| PKS Gdynia                                       |
| Przewozy Autobusowe Gryf                         |

## Numeracja taboru[11]
Czterocyfrowy system numeracji autobusów spełnia następujące zadania:
- 1. Identyfikuje pojazd ze względu na właściciela (pierwsza cyfra):
  - 2### – PKM Gdynia
  - 4### – IREX 3 Sp. z o.o.
  - 5### – PKA Gdynia
  - 6### – PKS Gdynia
  - 7### – P.A. "Gryf"
- 2. Identyfikuje pojazd ze względu na jego rodzaj (druga cyfra):
  - 0 – SN – autobus niskopodłogowy o długości ok. 12 m
  - 1 – SN – autobus niskopodłogowy elektryczny o długości ok. 12 m
  - 2 – PN – autobus niskopodłogowy o długości ok. 18 m
  - 3 – PN – autobus niskopodłogowy elektryczny o długości ok. 18m
  - 8 – MN/KN – minibusy/midibusy niskopodłogowe o długości ok. 6/9 m
- 3. Trzecia i czwarta cyfra porządkują pojazdy wewnątrz przedsiębiorstwa.